# Энзи, Майк
Майкл Брэдли «Майк» Энзи (англ. Michael Bradley "Mike" Enzi; 1 февраля 1944 — 26 июля 2021) — американский политик, член Республиканской партии. Сенатор США от штата Вайоминг (1997—2021).

## Биография
Окончил Университет Джорджа Вашингтона (1966 г.). Получил степень в области образования (1960 г.) и также Магистр делового администрирования (1968 г.) в университете Денвера.
В 1975—1982 — мэр города Джиллетт, Вайоминг. В 1987—1991 — член Палаты представителей Вайоминга. В 1991—1997 — член Сената Вайоминга. Был избран в Сенат США в 1996 г. Переизбирался в 2002, 2008 и 2014 гг. Отказался от переизбрания на пятый срок в 2020 году, новым сенатором была избрана Синтия Ламмис, также представляющая Республиканскую партию. 26 июля 2021 года погиб из-за травм, полученных в результате велосипедной аварии.